# Teorema di Noether
In fisica matematica il teorema di Noether, detto anche teorema di simmetria, dovuto a Emmy Noether, mette in luce il legame tra simmetrie di un sistema fisico e quantità conservate. 
Esempi importanti sono la quantità di moto se il sistema ha una simmetria per traslazioni spaziali, il momento angolare per sistemi invarianti per rotazioni e l'energia per le simmetrie temporali.

## Generalità
Più nello specifico, il teorema di Noether stabilisce che a ogni simmetria della Lagrangiana, ovvero a ogni trasformazione continua delle coordinate generalizzate {\displaystyle q_{i}} e {\displaystyle {\dot {q}}_{i}} e, eventualmente, del tempo {\displaystyle t}, che lascia inalterata la Lagrangiana {\displaystyle {\mathcal {L}}({\dot {\mathbf {q} }},\mathbf {q} ,t)}, corrisponde una quantità conservata. Ad esempio, se in seguito alla trasformazione {\displaystyle q(t)\to q(t)+\varepsilon }, dove {\displaystyle \varepsilon } è una quantità infinitesima, si ha che:
{\displaystyle {\frac {\partial {\mathcal {L}}}{\partial \mathbf {q} }}=0}
ovvero {\displaystyle \mathbf {q} } è una coordinata ciclica, vale a dire che la Lagrangiana non dipende esplicitamente da essa, allora {\displaystyle \mathbf {p} } si conserva:
{\displaystyle {\frac {\partial {\mathcal {L}}}{\partial {\dot {\mathbf {q} }}}}=\mathbf {p} ={\text{costante}}}
dove {\displaystyle \mathbf {p} } è il momento coniugato alla coordinata {\displaystyle \mathbf {q} }. 
Il teorema, che viene anche formulato per le simmetrie del funzionale azione, fu pubblicato da Emmy Noether nel 1918 nell'articolo "Invariante Variationsprobleme", apparso sul Gottinger Nachrichten.

## Introduzione
Nel caso più semplice si può considerare un punto materiale di massa {\displaystyle m} in una dimensione con posizione {\displaystyle \mathbf {q} (t)} e velocità {\displaystyle {\dot {\mathbf {q} }}=d\mathbf {q} /dt}, descritto dalla lagrangiana {\displaystyle {\mathcal {L}}({\dot {\mathbf {q} }},\mathbf {q} )}. La quantità di moto {\displaystyle \mathbf {p} =\partial {\mathcal {L}}/\partial {\dot {\mathbf {q} }}} del punto materiale e la forza {\displaystyle \mathbf {F} } agente su di esso:
{\displaystyle \mathbf {F} ={\frac {\partial {\mathcal {L}}}{\partial \mathbf {q} }}}
sono legate dall'equazione di Eulero-Lagrange:
{\displaystyle {F}={\dot {p}}}
che costituisce l'equazione del moto del sistema. Si supponga di traslare la posizione del punto da {\displaystyle \mathbf {q} } a {\displaystyle \mathbf {q} ^{\prime }} con una trasformazione spaziale parametrizzata dalla variabile {\displaystyle s}, ovvero {\displaystyle \mathbf {q} ^{\prime }=\mathbf {q} (s)}. Se la Lagrangiana rimane inalterata in seguito alla trasformazione allora la sua derivata rispetto a {\displaystyle s} è nulla:
{\displaystyle {\frac {d}{ds}}{\mathcal {L}}({\dot {\mathbf {q} }}(s),\mathbf {q} (s))=0}
Il teorema di Noether afferma che in tal caso la quantità {\displaystyle J=\mathbf {p} \cdot d\mathbf {q} (s)/ds} si conserva, cioè {\displaystyle {\dot {J}}=0}. Si dice che {\displaystyle J} è una costante del moto.
In modo equivalente, se il punto materiale ha una posizione {\displaystyle \mathbf {q} =(q_{1},\dots ,q_{n})} e se la Lagrangiana non dipende da una qualche variabile {\displaystyle q_{i}} le equazioni di Eulero-Lagrange:
{\displaystyle {\frac {d}{dt}}\left({\frac {\partial {\mathcal {L}}}{\partial {\dot {q}}_{i}}}\right)-{\frac {\partial {\mathcal {L}}}{\partial q_{i}}}=0,\quad i=1,\dots ,n}
mostrano che se {\displaystyle \partial {\mathcal {L}}/\partial {q}_{i}=0} allora la quantità {\displaystyle p_{i}=\partial {\mathcal {L}}/\partial {\dot {q}}_{i}} si conserva, avendo derivata temporale nulla. 
Quando una funzione è invariante rispetto a una trasformazione continua che coinvolge una o più variabili si dice che la funzione possiede una o più simmetrie. Il teorema di Noether si può anche enunciare considerando, invece che direttamente la Lagrangiana, le simmetrie dell'azione associata al moto del sistema, ovvero l'integrale della Lagrangiana rispetto al tempo.

## Enunciato
Dato un sistema di coordinate generalizzate {\displaystyle \mathbf {q} =(q_{1},\dots ,q_{n})} a {\displaystyle n} gradi di libertà con velocità {\displaystyle \mathbf {\dot {q}} =({\dot {q}}_{1},\dots ,{\dot {q}}_{n})} e una funzione {\displaystyle \mathbf {f} (t)}, se in seguito alla trasformazione infinitesima:
{\displaystyle t\to t,\quad q_{i}(t)\to q_{i}(t)+\varepsilon f_{i}(t),\quad {\dot {q}}_{i}(t)\to {\dot {q}}_{i}(t)+\varepsilon {\dot {f}}_{i}(t)}
la Lagrangiana {\displaystyle {\mathcal {L}}({\dot {\mathbf {q} }},\mathbf {q} ,t)} è invariante, allora la quantità:
{\displaystyle \sum _{i=1}^{n}{\frac {\partial {\mathcal {L}}}{\partial {\dot {q}}_{i}}}f_{i}}
è una costante del moto, ovvero si conserva.
Nel caso di una trasformazione che coinvolge anche il tempo, ovvero {\displaystyle t\to t+\varepsilon }, si ha che:
{\displaystyle {\frac {d{\mathcal {L}}}{dt}}={\frac {\partial {\mathcal {L}}}{\partial t}}+\sum _{i=1}^{n}\left[{\frac {\partial {\mathcal {L}}}{\partial q_{i}}}{\dot {q}}_{i}+{\frac {\partial {\mathcal {L}}}{\partial {\dot {q}}_{i}}}{\ddot {q}}_{i}\right]}
e dal momento che l'equazione del moto ha la forma (equazione di Eulero-Lagrange):
{\displaystyle {\frac {d}{dt}}{\frac {\partial {\mathcal {L}}}{\partial {\dot {q}}_{i}}}-{\frac {\partial {\mathcal {L}}}{\partial q_{i}}}=0,\quad \forall i}
il primo termine tra parentesi può essere riscritto in modo da avere:
{\displaystyle {\frac {d{\mathcal {L}}}{dt}}={\frac {\partial {\mathcal {L}}}{\partial t}}+\sum _{i=1}^{n}\left[\left({\frac {d}{dt}}{\frac {\partial {\mathcal {L}}}{\partial {\dot {q}}_{i}}}\right){\dot {q}}_{i}+{\frac {\partial {\mathcal {L}}}{\partial {\dot {q}}_{i}}}{\ddot {q}}_{i}\right]}
ovvero:
{\displaystyle {\frac {d{\mathcal {H}}}{dt}}=-{\frac {\partial {\mathcal {L}}}{\partial t}}}
dove {\displaystyle {\mathcal {H}}} è l'Hamiltoniana, la trasformata di Legendre della Lagrangiana:
{\displaystyle {\mathcal {H}}=\sum _{i=1}^{n}{\frac {\partial {\mathcal {L}}}{\partial {\dot {q}}_{i}}}{\dot {q}}_{i}-{\mathcal {L}}}
Se dunque {\displaystyle {\mathcal {L}}} non dipende esplicitamente dal tempo ({\displaystyle -\partial {\mathcal {L}}/\partial t=0}) allora {\displaystyle {\mathcal {H}}} si conserva  ({\displaystyle d{\mathcal {H}}/dt=0}, ovvero {\displaystyle {\mathcal {H}}={\text{costante}}}).

## Simmetrie dell'azione
Il teorema di Noether può essere enunciato considerando, in luogo della lagrangiana, il funzionale integrale azione {\displaystyle {\mathcal {S}}}:
{\displaystyle {\mathcal {S}}=\int {\mathcal {L}}({\dot {\mathbf {q} }},\mathbf {q} ,t)\,\mathrm {d} t}
Si supponga che {\displaystyle {\mathcal {S}}} è invariante rispetto alla trasformazione:
{\displaystyle t\to {\bar {t}}(\mathbf {q} ,t,\lambda )}
{\displaystyle q_{i}\to {\bar {q}}_{i}(\mathbf {q} ,t,\lambda )\qquad \mathbf {q} \to \mathbf {\bar {q}} (\mathbf {q} ,t,\lambda )}
dove {\displaystyle \lambda } è un parametro continuo, ovvero si verifica:
{\displaystyle \int _{t_{1}}^{t_{2}}{\mathcal {L}}({\dot {\mathbf {q} }},\mathbf {q} ,\tau )\,\mathrm {d} \tau =\int _{t_{1}'}^{t_{2}'}{\mathcal {L}}({\dot {\mathbf {\bar {q}} }},\mathbf {\bar {q}} ,\tau )\,\mathrm {d} \tau }
dove gli estremi di integrazione variano durante la trasformazione. Considerando una variazione {\displaystyle \delta \lambda } infinitesima:
{\displaystyle \qquad \delta t={\bar {t}}-t=A(\mathbf {q} ,t)\delta \lambda \qquad \delta \mathbf {q} =\mathbf {\bar {q}} ({\bar {t}})-\mathbf {q} (t)=B(\mathbf {q} ,t)\delta \lambda }
la quantità conservata è:
{\displaystyle \left({\mathcal {L}}-{\frac {\partial {\mathcal {L}}}{\partial {\dot {q}}_{i}}}{\dot {q}}_{i}\right)A(\mathbf {q} ,t)+{\frac {\partial {\mathcal {L}}}{\partial {\dot {q}}_{i}}}B(\mathbf {q} ,t)=-{\mathcal {H}}A(\mathbf {q} ,t)+p_{i}B(\mathbf {q} ,t)}
dove {\displaystyle {\mathcal {H}}} è detta hamiltoniana e {\displaystyle p_{i}} è il momento lineare coniugato alla coordinata {\displaystyle q_{i}}.

## Dimostrazione

### Dimostrazione 1
Si consideri un sistema fisico descritto da un campo {\displaystyle \psi }. Quando una certa quantità è invariante per una trasformazione del sistema allora la corrispondente Lagrangiana è simmetrica, ossia se {\displaystyle \psi } si trasforma per una trasformazione infinitesima {\displaystyle \alpha } come:
{\displaystyle \psi \rightarrow \psi +\alpha \Delta \psi }
la lagrangiana {\displaystyle {\mathcal {L}}}, dovendo essere invariante, deve diventare:
{\displaystyle {\mathcal {L}}\rightarrow {\mathcal {L}}+\alpha \partial _{\mu }{\mathcal {J}}^{\mu }}
dove {\displaystyle {\mathcal {J}}} rappresenta una corrente di una qualche quantità che fluisce attraverso la superficie dell'integrale che definisce l'azione.
In generale, la variazione di {\displaystyle {\mathcal {L}}} si può scrivere come:
{\displaystyle \alpha \Delta {\mathcal {L}}={\frac {\partial {\mathcal {L}}}{\partial \psi }}(\alpha \Delta \psi )+{\frac {\partial {\mathcal {L}}}{\partial (\partial _{\mu }\psi )}}\partial _{\mu }(\alpha \Delta \psi )}
Considerando la derivata di un prodotto, il secondo termine si può riscrivere come:
{\displaystyle \partial _{\mu }\left({\frac {\partial {\mathcal {L}}}{\partial (\partial _{\mu }\psi )}}\alpha \Delta \psi \right)-\alpha \Delta \psi \partial _{\mu }\left({\frac {\partial {\mathcal {L}}}{\partial (\partial _{\mu }\psi )}}\right)}
Sostituendo e prendendo a fattor comune {\displaystyle \alpha \Delta \psi } si ottiene:
{\displaystyle -\alpha \Delta \psi \left(\partial _{\mu }{\frac {\partial {\mathcal {L}}}{\partial (\partial _{\mu }\psi )}}-{\frac {\partial {\mathcal {L}}}{\partial \psi }}\right)+\partial _{\mu }\left({\frac {\partial {\mathcal {L}}}{\partial (\partial _{\mu }\psi )}}\alpha \Delta \psi \right)}
Ricordando l'equazione di Eulero-Lagrange, quanto sopra diventa:
{\displaystyle \partial _{\mu }\left({\frac {\partial {\mathcal {L}}}{\partial (\partial _{\mu }\psi )}}\alpha \Delta \psi \right)}
ossia:
{\displaystyle \partial _{\mu }\left({\frac {\partial {\mathcal {L}}}{\partial (\partial _{\mu }\psi )}}\alpha \Delta \psi \right)=\alpha \partial _{\mu }{\mathcal {J}}^{\mu }}
Riscrivendo il tutto, si può vedere come ci sia una conservazione della corrente {\displaystyle {\mathcal {J}}} notando che:
{\displaystyle \partial _{\mu }\left({\frac {\partial {\mathcal {L}}}{\partial (\partial _{\mu }\psi )}}\Delta \psi -{\mathcal {J}}^{\mu }\right)=0}

### Dimostrazione 2
Si supponga che le variabili dipendenti {\displaystyle \mathbf {q} } siano tali che l'azione, data dall'integrale della Lagrangiana:
{\displaystyle {\mathcal {S}}=\int {\mathcal {L}}({\dot {\mathbf {q} }},\mathbf {q} ,t)\,\mathrm {d} t}
sia invariante rispetto a variazioni infinitesime di esse. In altre parole, deve essere soddisfatta l'equazione di Eulero-Lagrange:
{\displaystyle {\frac {d}{dt}}{\frac {\partial {\mathcal {L}}}{\partial {\dot {\mathbf {q} }}}}-{\frac {\partial {\mathcal {L}}}{\partial \mathbf {q} }}=0}
Si supponga che l'integrale azione sia invariante rispetto a una simmetria continua. Una tale simmetria è rappresentata da un flusso {\displaystyle \phi } che agisce sulle variabili nel seguente modo:
{\displaystyle t\rightarrow t'=t+\varepsilon \tau }
{\displaystyle \mathbf {q} (t)\rightarrow \mathbf {q} '(t')=\phi (\mathbf {q} (t),\varepsilon )=\phi (\mathbf {q} (t'-\varepsilon \tau ),\varepsilon )}
dove {\displaystyle \varepsilon } è una variabile reale che quantifica l'incremento del flusso, mentre {\displaystyle \tau } è una costante reale relativa alla traslazione del flusso nel tempo (può essere nulla). Si ha:
{\displaystyle {\dot {\mathbf {q} }}(t)\rightarrow {\dot {\mathbf {q} }}'(t')={\frac {d}{dt}}\phi (\mathbf {q} (t),\varepsilon )={\frac {\partial \phi }{\partial \mathbf {q} }}(\mathbf {q} (t'-\varepsilon \tau ),\varepsilon )\cdot {\dot {\mathbf {q} }}(t'-\varepsilon \tau )}
e l'integrale azione diventa:
{\displaystyle {\begin{aligned}{\mathcal {S}}'(\varepsilon )=\int _{t_{1}+\varepsilon \tau }^{t_{2}+\varepsilon \tau }{\mathcal {L}}[{\dot {\mathbf {q} }}'(t'),\mathbf {q} '(t'),t']\,\mathrm {d} t'=\int _{t_{1}+\varepsilon \tau }^{t_{2}+\varepsilon \tau }{\mathcal {L}}\left[{\frac {\partial \phi }{\partial \mathbf {q} }}(\mathbf {q} (t'-\varepsilon \tau ),\varepsilon )\cdot {\dot {\mathbf {q} }}(t'-\varepsilon \tau ),\ \phi (\mathbf {q} (t'-\varepsilon \tau ),\varepsilon ),\ t'\right]\,\mathrm {d} t'\end{aligned}}}
L'azione può essere considerata in funzione soltanto di {\displaystyle \varepsilon }. Calcolandone la derivata in {\displaystyle \varepsilon =0} e sfruttando la simmetria si ottiene:
{\displaystyle {\begin{aligned}0&={\frac {d{\mathcal {S}}'}{d\varepsilon }}(0)={\mathcal {L}}[{\dot {\mathbf {q} }}(t_{2}),\mathbf {q} (t_{2}),t_{2}]\tau -{\mathcal {L}}[{\dot {\mathbf {q} }}(t_{1}),\mathbf {q} (t_{1}),t_{1}]\tau \\[6pt]&{}+\int _{t_{1}}^{t_{2}}{\frac {\partial {\mathcal {L}}}{\partial \mathbf {q} }}\left(-{\frac {\partial \phi }{\partial \mathbf {q} }}{\dot {\mathbf {q} }}\tau +{\frac {\partial \phi }{\partial \varepsilon }}\right)+{\frac {\partial {\mathcal {L}}}{\partial {\dot {\mathbf {q} }}}}\left(-{\frac {\partial ^{2}\phi }{\partial \mathbf {q} ^{2}}}{\dot {\mathbf {q} }}^{2}\tau +{\frac {\partial ^{2}\phi }{\partial \varepsilon \partial \mathbf {q} }}{\dot {\mathbf {q} }}-{\frac {\partial \phi }{\partial \mathbf {q} }}{\ddot {\mathbf {q} }}\tau \right)\,\mathrm {d} t\end{aligned}}}
L'equazione di Eulero–Lagrange implica che:
{\displaystyle {\frac {d}{dt}}\left({\frac {\partial {\mathcal {L}}}{\partial {\dot {\mathbf {q} }}}}{\frac {\partial \phi }{\partial \mathbf {q} }}{\dot {\mathbf {q} }}\tau \right)=\left({\frac {d}{dt}}{\frac {\partial {\mathcal {L}}}{\partial {\dot {\mathbf {q} }}}}\right){\frac {\partial \phi }{\partial \mathbf {q} }}{\dot {\mathbf {q} }}\tau +{\frac {\partial {\mathcal {L}}}{\partial {\dot {\mathbf {q} }}}}\left({\frac {d}{dt}}{\frac {\partial \phi }{\partial \mathbf {q} }}\right){\dot {\mathbf {q} }}\tau +{\frac {\partial {\mathcal {L}}}{\partial {\dot {\mathbf {q} }}}}{\frac {\partial \phi }{\partial \mathbf {q} }}{\ddot {\mathbf {q} }}\tau ={\frac {\partial {\mathcal {L}}}{\partial \mathbf {q} }}{\frac {\partial \phi }{\partial \mathbf {q} }}{\dot {\mathbf {q} }}\tau +{\frac {\partial {\mathcal {L}}}{\partial {\dot {\mathbf {q} }}}}\left({\frac {\partial ^{2}\phi }{\partial \mathbf {q} ^{2}}}{\dot {\mathbf {q} }}\right){\dot {\mathbf {q} }}\tau +{\frac {\partial {\mathcal {L}}}{\partial {\dot {\mathbf {q} }}}}{\frac {\partial \phi }{\partial \mathbf {q} }}{\ddot {\mathbf {q} }}\tau }
e sostituendo nella precedente equazione si giunge a:
{\displaystyle {\begin{aligned}0&={\frac {d{\mathcal {S}}'}{d\varepsilon }}(0)={\mathcal {L}}[\mathbf {q} (t_{2}),{\dot {\mathbf {q} }}(t_{2}),t_{2}]\tau -{\mathcal {L}}[\mathbf {q} (t_{1}),{\dot {\mathbf {q} }}(t_{1}),t_{1}]\tau -{\frac {\partial {\mathcal {L}}}{\partial {\dot {\mathbf {q} }}}}{\frac {\partial \phi }{\partial \mathbf {q} }}{\dot {\mathbf {q} }}(t_{2})\tau +{\frac {\partial {\mathcal {L}}}{\partial {\dot {\mathbf {q} }}}}{\frac {\partial \phi }{\partial \mathbf {q} }}{\dot {\mathbf {q} }}(t_{1})\tau \\[6pt]&+\int _{t_{1}}^{t_{2}}{\frac {\partial {\mathcal {L}}}{\partial \mathbf {q} }}{\frac {\partial \phi }{\partial \varepsilon }}+{\frac {\partial {\mathcal {L}}}{\partial {\dot {\mathbf {q} }}}}{\frac {\partial ^{2}\phi }{\partial \varepsilon \partial \mathbf {q} }}{\dot {\mathbf {q} }}\,\mathrm {d} t\end{aligned}}}
Utilizzando quindi nuovamente l'equazione di Eulero–Lagrange:
{\displaystyle {\frac {d}{dt}}\left({\frac {\partial {\mathcal {L}}}{\partial {\dot {\mathbf {q} }}}}{\frac {\partial \phi }{\partial \varepsilon }}\right)=\left({\frac {d}{dt}}{\frac {\partial {\mathcal {L}}}{\partial {\dot {\mathbf {q} }}}}\right){\frac {\partial \phi }{\partial \varepsilon }}+{\frac {\partial {\mathcal {L}}}{\partial {\dot {\mathbf {q} }}}}{\frac {\partial ^{2}\phi }{\partial \varepsilon \partial \mathbf {q} }}{\dot {\mathbf {q} }}={\frac {\partial {\mathcal {L}}}{\partial \mathbf {q} }}{\frac {\partial \phi }{\partial \varepsilon }}+{\frac {\partial {\mathcal {L}}}{\partial {\dot {\mathbf {q} }}}}{\frac {\partial ^{2}\phi }{\partial \varepsilon \partial \mathbf {q} }}{\dot {\mathbf {q} }}}
e inserendo nella precedente relazione si può scrivere:
{\displaystyle 0={\mathcal {L}}[\mathbf {q} (t_{2}),{\dot {\mathbf {q} }}(t_{2}),t_{2}]\tau -{\mathcal {L}}[\mathbf {q} (t_{1}),{\dot {\mathbf {q} }}(t_{1}),t_{1}]\tau -{\frac {\partial {\mathcal {L}}}{\partial {\dot {\mathbf {q} }}}}{\frac {\partial \phi }{\partial \mathbf {q} }}{\dot {\mathbf {q} }}(t_{2})\tau +{\frac {\partial {\mathcal {L}}}{\partial {\dot {\mathbf {q} }}}}{\frac {\partial \phi }{\partial \mathbf {q} }}{\dot {\mathbf {q} }}(t_{1})\tau +{\frac {\partial {\mathcal {L}}}{\partial {\dot {\mathbf {q} }}}}{\frac {\partial \phi }{\partial \varepsilon }}(t_{2})-{\frac {\partial {\mathcal {L}}}{\partial {\dot {\mathbf {q} }}}}{\frac {\partial \phi }{\partial \varepsilon }}(t_{1})}
da cui si evince che la quantità:
{\displaystyle \left({\frac {\partial {\mathcal {L}}}{\partial {\dot {\mathbf {q} }}}}{\frac {\partial \phi }{\partial \mathbf {q} }}{\dot {\mathbf {q} }}-{\mathcal {L}}\right)\tau -{\frac {\partial {\mathcal {L}}}{\partial {\dot {\mathbf {q} }}}}{\frac {\partial \phi }{\partial \varepsilon }}}
è una costante del moto, ovvero è una quantità conservata.
Dato che {\displaystyle \phi [\mathbf {q} ,0]=\mathbf {q} } si ha:
{\displaystyle {\frac {\partial \phi }{\partial \mathbf {q} }}=1}
e la quantità conservata si semplifica assumendo la forma:
{\displaystyle \left({\frac {\partial {\mathcal {L}}}{\partial {\dot {\mathbf {q} }}}}{\dot {\mathbf {q} }}-{\mathcal {L}}\right)\tau -{\frac {\partial {\mathcal {L}}}{\partial {\dot {\mathbf {q} }}}}{\frac {\partial \phi }{\partial \varepsilon }}}
Nella derivazione si è assunto che il flusso non varia nel tempo, e un risultato più generale si ottiene in un modo equivalente.

### Dimostrazione 3
Si consideri una varietà liscia {\displaystyle M} e una varietà bersaglio {\displaystyle T}. Sia {\displaystyle {\mathcal {C}}} lo spazio delle configurazioni delle funzioni lisce da {\displaystyle M} a {\displaystyle T}. In modo più generale si possono considerare sezioni del fibrato lungo {\displaystyle M}. In meccanica classica, ad esempio, {\displaystyle M} è la varietà monodimensionale {\displaystyle \mathbb {R} } che rappresenta il tempo, e lo spazio bersaglio è lo spazio delle fasi, il fibrato cotangente dello spazio delle posizioni generalizzate. 
L'azione è un funzionale del tipo:
{\displaystyle {\mathcal {S}}:{\mathcal {C}}\rightarrow \mathbb {R} }
che mappa su {\displaystyle \mathbb {R} } (e non su {\displaystyle \mathbb {C} } per ragioni fisiche). Affinché l'azione sia locale è necessario imporre ulteriori restrizioni sul funzionale: se {\displaystyle \phi \in {\mathcal {C}}} si assume che {\displaystyle S(\phi )} sia l'integrale su {\displaystyle M} della lagrangiana {\displaystyle {\mathcal {\mathcal {L}}}(\phi ,\partial \phi ,\partial \partial \phi ,...,x)}, che è funzione di {\displaystyle \phi }, delle sue derivate e della posizione. Esplicitamente, l'azione è definita nel seguente modo:
{\displaystyle {\mathcal {S}}[\phi ]\equiv \int _{M}{\mathcal {\mathcal {L}}}(\phi (x),\partial \phi (x),\partial \partial \phi (x),...,x)d^{n}x\qquad \forall \phi \in {\mathcal {C}}}
La maggior parte delle volte si assume che la lagrangiana dipenda soltanto dal valore del campo e dalla sua derivata prima, sebbene questo non sia vero in generale.
Se {\displaystyle M} è compatto, le condizioni al contorno si ottengono specificando i valori di {\displaystyle \phi } sulla frontiera. In caso contrario si possono fornire opportuni limiti per {\displaystyle \phi } quando {\displaystyle x} tende all'infinito. Questo rende possibile ottenere l'insieme delle funzioni {\displaystyle \phi } tali che tutte le derivate funzionali di {\displaystyle S} su {\displaystyle \phi } sono nulle e {\displaystyle \phi } soddisfa le condizioni al contorno date. Tale insieme è determinato, considerando le condizioni al contorno, dalle soluzioni on shell delle equazioni di Eulero-Lagrange:
{\displaystyle {\frac {\delta {\mathcal {S}}}{\delta \varphi }}=-\partial _{\mu }\left({\frac {\partial {\mathcal {\mathcal {L}}}}{\partial (\partial _{\mu }\phi )}}\right)+{\frac {\partial {\mathcal {\mathcal {L}}}}{\partial \phi }}=0}
Il membro sinistro è la derivata funzionale dell'azione rispetto a {\displaystyle \phi }. In meccanica classica la lagrangiana è data dalla differenza tra l'energia cinetica {\displaystyle T} e l'energia potenziale {\displaystyle U}. 
Si consideri una trasformazione infinitesima su {\displaystyle {\mathcal {C}}} generata da un funzionale {\displaystyle Q} tale che:
{\displaystyle Q\left[\int _{N}{\mathcal {\mathcal {L}}}\,\mathrm {d} ^{n}x\right]\approx \int _{\partial N}f^{\mu }[\phi (x),\partial \phi ,\partial \partial \phi ,\ldots ]\mathrm {d} s_{\mu }}
per ogni sottovarietà {\displaystyle N}. In modo equivalente:
{\displaystyle Q[{\mathcal {\mathcal {L}}}(x)]\approx \partial _{\mu }f^{\mu }(x)\quad \forall x}
dove:
{\displaystyle {\mathcal {\mathcal {L}}}(x)={\mathcal {\mathcal {L}}}[\phi (x),\partial _{\mu }\phi (x),x]}
Se questo vale on shell e off shell allora {\displaystyle Q} genera una simmetria off shell. Se invece vale solo on shell, allora {\displaystyle Q} genera una simmetria on shell. Il funzionale {\displaystyle Q} è un generatore un gruppo di simmetria di Lie a un parametro.
Per il teorema di Eulero–Lagrange per ogni {\displaystyle N} si ha, on shell:
{\displaystyle Q\left[\int _{N}{\mathcal {\mathcal {L}}}\,\mathrm {d} ^{n}x\right]=\int _{N}\left[{\frac {\partial {\mathcal {\mathcal {L}}}}{\partial \phi }}-\partial _{\mu }{\frac {\partial {\mathcal {\mathcal {L}}}}{\partial (\partial _{\mu }\phi )}}\right]Q[\phi ]\,\mathrm {d} ^{n}x+\int _{\partial N}{\frac {\partial {\mathcal {\mathcal {L}}}}{\partial (\partial _{\mu }\phi )}}Q[\phi ]\,\mathrm {d} s_{\mu }\approx \int _{\partial N}f^{\mu }\,\mathrm {d} s_{\mu }}
Dato che questo vale per ogni {\displaystyle N} vale la relazione:
{\displaystyle \partial _{\mu }\left[{\frac {\partial {\mathcal {\mathcal {L}}}}{\partial (\partial _{\mu }\phi )}}Q[\phi ]-f^{\mu }\right]\approx 0}
che è l'equazione di continuità per la corrente di Noether {\displaystyle J^{\mu }} associata alla simmetria, definita da:
{\displaystyle J^{\mu }\,=\,{\frac {\partial {\mathcal {\mathcal {L}}}}{\partial (\partial _{\mu }\phi )}}Q[\phi ]-f^{\mu }}
Se si integra la corrente di Noether su una sezione di tipo tempo si ottiene una quantità conservata detta carica di Noether.

## Teoria quantistica dei campi[7]
Nel formalismo della seconda quantizzazione è possibile scrivere il teorema di Noether come relazione tra funzioni di correlazione. Siano {\displaystyle O_{1}...O_{n}} n operatori generici. La funzione di correlazione è per definizione:
{\displaystyle <O_{1}...O_{n}>={\frac {1}{\mathcal {Z}}}\int D\phi e^{-{\mathcal {S}}}O_{1}...O_{n}}
con {\displaystyle {\mathcal {S}}} azione, {\displaystyle {\mathcal {Z}}} funzione di partizione e {\displaystyle D\phi } la misura su tutti i campi fondamentali presenti nell'azione. Considero una generica trasformazione nei campi fondamentali {\displaystyle \phi \longrightarrow \phi '} tale che 
{\displaystyle {\mathcal {S}}(\phi )={\mathcal {S}}'(\phi ')+\delta {\mathcal {S}}(\phi ')}
{\displaystyle O_{i}(\phi )=O'_{i}(\phi ')+\delta O_{i}(\phi ')}
Sarà quindi valida la seguente relazione:
{\displaystyle \int D\phi e^{-{\mathcal {S}}(\phi )}O_{1}...O_{n}=\int D\phi 'e^{-{\mathcal {S}}'(\phi ')-\delta {\mathcal {S}}(\phi ')}(O_{1}+\delta O_{1})...(O_{n}+\delta O_{n})}
Espandendo al primo ordine {\displaystyle e^{-\delta {\mathcal {S}}(\phi ')}\approx 1-\delta {\mathcal {S}}(\phi ')}. Nella relazione precedente i termini di ordine 0 si elidono, al primo ordine è quindi verificata la seguente relazione:
{\displaystyle \int D\phi e^{-{\mathcal {S}}(\phi )}\delta {\mathcal {S}}(\phi )O_{1}...O_{n}=\int D\phi e^{-{\mathcal {S}}(\phi )}\sum _{i=1}^{n}O_{1}...\delta O_{i}...O_{n}}
in cui la sommatoria nel termine di destra indica la somma su tutti i possibili prodotti degli operatori in cui compare una volta sola un {\displaystyle \delta O}. Nel caso di un solo operatore si ha:
{\displaystyle <\delta {\mathcal {S}}\ O>=<\delta O>\qquad \qquad \qquad \qquad \qquad (1)}
Considero ora una trasformazione che soddisfi le ipotesi del teorema di Noether (simmetria continua dell'azione) che posso quindi scrivere come:
{\displaystyle \phi '=\phi +i\epsilon \chi }
con {\displaystyle \epsilon } parametro globale piccolo e {\displaystyle \chi } generica funzione dei campi fondamentali e delle {\displaystyle x}. Localizzo {\displaystyle \epsilon }, rompendo la simmetria dell'azione altrimenti valida, ed espando in serie al primo ordine. La differenza nell'azione è quindi scrivibile come la somma di due termini, uno proporzionale a {\displaystyle \epsilon } che sarà nullo poiché l'azione è invariante per la trasformazione globale ed uno proporzionale a {\displaystyle \partial _{\mu }\epsilon (x)} che scrivo come:
{\displaystyle \delta {\mathcal {S}}=\int d^{4}x{\frac {\partial {\mathcal {L}}}{\partial \phi }}\delta \phi =i\int {\mathcal {d}}^{4}xJ_{\mu }(x)\partial _{\mu }\epsilon (x)=-i\int d^{4}x\epsilon (x)\partial _{\mu }J_{\mu }(x)}
per l'ultimo passaggio si è integrato per parti. Analogamente si vede che
{\displaystyle \delta O=i\int d^{4}x\epsilon (x){\frac {\delta O}{\delta \phi (x)}}\chi (x)}
Da {\displaystyle (1)} segue che:
{\displaystyle \int d^{4}z\epsilon (z)<\partial _{\mu }J_{\mu }(z)O(y)>=\int d^{4}z\epsilon (z)<{\frac {\delta O(y)}{\delta \phi (z)}}\chi (z)>}
Localizzo {\displaystyle \epsilon (z)} imponendo la condizione {\displaystyle \epsilon (z)=\epsilon \delta (x-z)}. Dalla definizione della delta di Dirac:
{\displaystyle <\partial _{\mu }J_{\mu }(x)O(y)>=<{\frac {\delta O(y)}{\delta \phi (x)}}\chi (x)>}
Questa condizione estende il risultato del teorema di Noether rendendolo valido anche a livello quantistico. Nel caso {\displaystyle O(y)} si una stringa di operatori locali definiti lontani da x si ottiene
{\displaystyle <\partial _{\mu }J_{\mu }(x)O(y)>=0\qquad x\neq y}
che rappresenta l'analogo della conservazione della corrente in teoria dei campi classica. 
Integrando sul volume
{\displaystyle \int d^{3}x<\partial _{\mu }J_{\mu }(x)O(y)>=\int d^{3}x<\partial _{0}J_{0}(x)O(y)>+\int d^{3}x<\nabla \cdot {\mathbf {J}}(x)O(y)>=0}
Per il teorema della divergenza in una teoria di campo a volume infinito il secondo termine è nullo. Sia
{\displaystyle {\bar {J_{0}}}(x_{0})\equiv \int d^{3}xJ_{0}(x)}
Si è quindi dimostrato che
{\displaystyle <\partial _{0}{\bar {J}}_{0}(x_{0})O(y)>=0}
{\displaystyle {\bar {J}}_{0}(x_{0})} è quindi una carica conservata.

## Esempio
Supponiamo di trattare un sistema bidimensionale, e di considerare una trasformazione di coordinate {\displaystyle {\vec {x}}=(x,y)\rightarrow {\vec {f}}} così definita:
{\displaystyle f_{1}=x+s\qquad f_{2}=y}
Secondo il teorema, si ha che:
{\displaystyle {\frac {\partial f_{1}}{\partial s}}=1\qquad {\frac {\partial f_{2}}{\partial s}}=0}
Quindi, automaticamente si conserverà la quantità:
{\displaystyle p_{1}=\sum _{i=1}^{n}{\frac {\partial f_{i}}{\partial s}}(t,0)\,p_{i}=\mathrm {costante} }
Questo significa che per un sistema che ha un'invarianza per traslazioni nella direzione {\displaystyle x}, si conserverà il momento lineare (quantità di moto) in quella direzione.